# Aleš Furch
Aleš Furch (* 24. prosince 1997 Praha) je český lední hokejista hrající na pozici středního útočníka.

## Život
Ve svých mládežnických letech nastupoval za klub HC Slavia Praha. Účastnil se i mezinárodních turnajů své věkové kategorie. Za tým dospělých poprvé nastoupil v sezóně 2014/2015 v barvách svého mateřského klubu. Během ročníku 2016/2017 hrál vedle Slavie také za Jindřichův Hradec. V sezóně 2017/2018 již ovšem nastupuje pouze za pražskou Slavii.